# Інерція клімату
Інерція клімату описує загальну властивість, що притаманна кліматичним, екологічним та соціально-економічним системам. Інерція внаслідок антропогенного впливу може бути повільною і не одразу стати очевидною, а може набути незворотного характеру, якщо зміна клімату перетне певний поріг. Потрібен певний час, щоб швидкість танення льодовикових щитів у Ґренландії та Антарктиді зреагувала на додаткові викиди карбону від згоряння корисних копалин в атмосферу. Глобальне потепління також викликає теплову інерцію і теплове розширення океанів, що сприяють підвищенню рівня моря. Підраховано, що підвищення температури на 1 °C призведе до підвищення рівня моря приблизно на 2,3 м впродовж наступних 2000 років.

## Визначення
Згідно зі зведеною доповіддю МГЕЗК від 2001 "Інерція" означає затримку, повільність або стійкість у реакції клімату, біологічної або антропогенної систем на впливи, які змінюють їх швидкість зміни, у тому числі інерція може проявлятись таким чином, що система продовжуватиме змінюватися навіть після того, як причину цієї зміни вилучено.

## Теплова інерція
Теплова інерція океану до певної міри затримує глобальне потепління протягом десятиліть або століть. Дослідники підтвердили її існування за допомогою вимірювань теплового балансу Землі й враховують у глобальній моделі клімату. багаторічній мерзлоті потрібно більше часу, щоб відповісти на прогрів планети внаслідок теплової інерції, через фізичні властивості льоду і товщину вічної мерзлоти.
Спостережувані перехідна чутливість клімату і рівноважна чутливість клімату  пропорційні до часової шкали на якій відбувається теплова інерція. Таким чином, рівноважна чутливість клімату Землі пристосовується до нових умов протягом довгого часу, поки новий стаціонарний стан рівноваги не буле досягнуто.

## Інерція льодовикового щита
Через повільне перенесення тепла в океані і великий час відгуку льодовикових щитів, навіть після зниження викидів СО2, танення крижаного покриву буде продовжуватись, а з ним і подальше підвищення рівня моря протягом багатьох століть, доки стан рівноваги не буде досягнуто.

## Екологічна інерція
В одних екосистемах наслідки зміни клімату можуть настати швидко, тоді як іншим екосистемам потрібно більше часу, щоб наслідки проявили себе. Наприклад, знебарвлення коралів може відбутися протягом однієї теплої пори року, тоді як дерева можуть виживати протягом десятиліть в умовах зміни клімату, але не в змозі відновлюватись. Внаслідок цього, зміни в частоті екстремальних погодних явищ можуть порушити екосистеми, а швидкість прояву цих порушень залежить від індивідуального часу відгуку видів.

## Політичні наслідки інерції
МГЕЗК постановив, що інерція і невизначеність кліматичної системи, екосистеми і соціально-економічних систем призводить до того, що заходи безпеки потрібно розглядати з певним запасом часу. Інерцію потрібно брати до уваги при розробці стратегії, цілей і часових графіків для уникнення небезпечного впливу через зміну клімату. У своїй доповіді 2001 року МГЕЗК постановив, що на стабілізацію рівня СО2 в атмосфері, температури, або рівня моря впливають:
- Інерція кліматичної системи, внаслідок якої зміна клімату буде тривати ще протягом певного часу після того, як заходи з пом'якшення наслідків будуть прийняті.
- Невизначеність щодо значення можливих порогів незворотної зміни і поведінки системи в їх околиці.
- Існує часова затримка між введенням заходів для пом'якшення наслідків і їх досягненням.